# Рајко Николић
Рајко Николић (Ђурђево, 26. август 1911 — Нови Сад, 10. септембар 1990) био је српски етнолог и директор Војвођанског музеја.

## Биографија
Три разреда основне школе завршио је у Ђурђеву, а четврти разред и прва два разреда ниже гимназије у Сомбору. Школовање је наставио у Новом Саду, где је и матурирао у мушкој гимназији Краљ Александар I (1930). Потом одлази на студије у Београд, где у периоду 1931—1934 студира на XI групи наука (географија, етнологија са етнографијом и народна историја са социологијом) Филозофског факултета у Београду. Професори су му били познати етнолози Јован Ердељановић и Тихомир Ђорђевић.
Након дипломирања радио је у гимназијама у Суботици (1936—1940) и Петровграду (1940—1941). За време окупације у Другом светском рату живео је у Новом Саду, а 1943. године упућен је на принудни рад у Мађарску, где је провео наредне две године. По ослобођењу Југославије радио је као професор у Новосадској гимназији.
Од краја 1946. ради на обнови делатности Музеја Матице српске, сређује архивску грађу и музејске експонате. Пошто је донета одлука да Музеј буде издвојен из Матице, Николић је добио задатак да формира Војвођански музеј. Уследио је прелазни период (1947-1948), када је директор музеја био сликар Миливој Николајевић, а од 1948. године Николић долази на његово место. Током 23 године проведене на функцији Николић је успео да знатно прошири збирке, ангажује стручне кадрове, покрене годишњак Рад војвођанских музеја и научно-истраживачки рад.
У периоду 1953—1965. године обављао је функцију главног уредника Зборника за друштвене науке Матице српске. Такође је биран у Управни одбор и за члана Савета Матице. Објавио је око 50 научних и стручних радова, у Матичиним зборницима и Раду војвођанских музеја. Писао је о привреди, насељима и становништву Тителског брега, шајкашким народним ношњама, животу банатских Хера... Објавио је и већи број приказа научних и стручних издања. На основу рукописне грађе професора Јована Ердељановића приредио је књигу Срби у Банату.
Пензионисан је 1970. године. Био је ожењен Јеленом, библиотекарком у Матици српској, са којом није имао деце.
Одликован је Орденом рада II реда.

## Избор из библиографије
- Шајкашка народна ношња - Српске народне ношње у Војводини I, Нови Сад, Матица српска, 1953, стр. 57-75.
- Ветрењаче у Југославији - Рад војвођанских музеја, 1955, 4, стр. 97-114.
- Станови у лесу у Војводини - Зборник Матице српске - серија за природне науке, 1956, 11, стр. 27-58.
- Херска села у Југославији - Банатске Хере, Нови Сад, Војвођански музеј, 1958, стр. 38-50.
- Привредне прилике - Банатске Хере, Нови Сад, Војвођански музеј, 1958, стр. 57-68.
- Рад око стоке код банатских Хера - Банатске Хере, Нови Сад, Војвођански музеј, 1958, стр. 97-121.
- Печење цигле и ћерпича - Банатске Хере, Нови Сад, Војвођански музеј, 1958, стр. 133-136.
- Покућанство и посуђе - Банатске Хере, Нови Сад, Војвођански музеј, 1958, стр. 179-185.
- Етнолошки мотиви из Војводине - Нови Сад, Војвођански музеј, 1962, стр. 1-38.
- Етнолошка истраживања у Војводини - Рад војвођанских музеја, 1969-1970, 18-19, стр. 11-12